# 2010년 세계 박람회
중국 2010년 상하이 세계 박람회(중국어: 中国2010年上海世界博览会/中國2010年上海世界博覽會, 영어: Expo 2010 Shanghai China)는 2010년 5월 1일부터 10월 31일까지 중화인민공화국 상하이의 상하이 세계 박람회장에서 열렸던 국제 박람회이다.

## 개요
2002년 12월 3일에 모나코에서 열린 BIE 총회에서 멕시코시티, 모스크바, 여수, 브로츠와프를 물리치고 개최지로 결정되었다. 테마는 “보다 좋은 도시, 보다 나은 생활”(Better City Better Life)이다. 투자 총액은 약 30억 달러이며 회장의 면적은 528ha로 세계 박람회 사상 최대가 되었다.

## 일정
- 2004년 11월 29일：심볼 마크가 공개
- 2006년 8월 19일：회장 착공식
- 2007년 12월 18일：공식 마스코트 캐릭터, 하이바오 발표
- 2010년 5월 1일 - 10월 31일

## 문제
상하이는 호텔 부족이 문제가 되고 있다. 객실의 침대 수 59만명 분이 필요하지만 숙박 시설이 부족하여 큰 문제를 안고 있다. 한편 세계 박람회 운영요원의 부족(특히 통역)도 심각하여, 25만명의 인원을 필요로 하고 있다.

## 개최지 결정 과정
- - 총회 시간 및 장소: 2002년 12월 3일에 모나코에서 개최된 BIE 총회에서 개최지가 결정되었다.
  - 경쟁국: 중화인민공화국 상하이시, 대한민국(여수시), 러시아(모스크바), 멕시코(케레타로), 폴란드(브로츠와프)였다. 상하이시와 여수시의 양강구도로 예측되었고, 실제로 양강구도였다. 1차 투표에서 기선을 잡은 상하이에 점점 더 표가 몰려서 결국 상하이가 당선됐다. 상하이가 이미 경제도시였고, 결정적으로 상하이 국제엑스포센터라는 주 전시장을 미리 지어놓고 유치전에 뛰어들었기 때문이다. 올림픽, 월드컵, 엑스포와 같은 초대형 국제 행사에서는 SOC 선 구축 필요성이 매우 높다. 상하이는 2001년 컨벤션센터와, 컨벤션센터로 이어지는 상하이 지하철 7호선을 미리 지어놓은 상태에서 유치전에 들어왔다. 반면 여수의 준비 상황은 상하이에 비해 미흡하였다. 여수를 이어줄 전라선 KTX는 2011년에 들어왔는데, 호남고속선은 2015년에 와서야 개통되었다. 여수는 대신 2012년 세계 박람회를 개최하게 된다. 여수는 2012 여수 엑스포 개최 당일이 되어서야 주 전시관을 완성했다.

- 투표 결과

| 신청 도시  | 국가     | 1차 투표 | 2차 투표 | 3차 투표 | 4차 투표 |
| 상하이시   | 중국     | 36       | 38       | 44       | 54       |
| 여수시     | 대한민국 | 28       | 34       | 32       | 34       |
| 모스크바   | 러시아   | 12       | 10       | 12       |          |
| 케레타로   | 멕시코   | 6        | 6        |          |          |
| 브로츠와프 | 폴란드   | 6        |          |          |          |

## 같이 보기
- 2008년 하계 올림픽
- 2008년 하계 패럴림픽
- 2010년 아시안 게임
- 2011년 하계 유니버시아드
- 중국의 관광